# The Industrialist
Vous pouvez aider à l'améliorer ou bien discuter des problèmes sur sa page de discussion.
- Il ne cite pas suffisamment ses sources. Vous pouvez indiquer les passages à sourcer avec {{référence nécessaire}} ou {{Référence souhaitée}}, et inclure les références utiles en les liant aux notes de bas de page. (Marqué depuis avril 2024)
- Certaines informations devraient être mieux reliées aux sources mentionnées dans la bibliographie ou les liens externes. Améliorez sa vérifiabilité en les associant par des références. (Marqué depuis avril 2024)

- Archive Wikiwix
- Bing
- Cairn
- DuckDuckGo
- E. Universalis
- Gallica
- Google
- G. Books
- G. News
- G. Scholar
- Persée
- Qwant
- (zh) Baidu
- (ru) Yandex
- (wd) trouver des œuvres sur Wikidata

Albums de Fear Factory
Mechanize
(2010) Genexus
(2015)
The Industrialist est le huitième album du groupe de metal industriel américain Fear Factory. L'album est sorti le 5 juin 2012 sur le label AFM Records. Il a été produit par Rhys Fulber et mixé par Greg Reely.
L'album est un concept-album basé sur une histoire écrite par le chanteur Burton C. Bell. Il s'agit d'une histoire de combat entre l’homme et la machine, scénario habituel pour Fear Factory. Mais cette fois, l’histoire est vue à travers les yeux d’une machine, un automate appelé l’Industrialist. C’est la meilleure machine jamais créée par l'homme. Malheureusement, l’usine prépare un nouveau modèle, si bien que les créateurs, les hommes, détruisent les anciennes machines. L'Industrialist étant arrivée à la conscience se bat pour sa survie et rassemble les autres machines pour détruire l’usine qui les a créées. 

## Liste des morceaux
| No  | Titre                                    | Durée |
| --- | ---------------------------------------- | ----- |
| 1.  | The Industrialist                        | 6:07  |
| 2.  | Recharger                                | 4:09  |
| 3.  | New Messiah                              | 4:30  |
| 4.  | God Eater                                | 5:57  |
| 5.  | Depraved Mind Murder                     | 4:43  |
| 6.  | Virus Of Faith                           | 4:34  |
| 7.  | Difference Engine                        | 3:37  |
| 8.  | Disassemble                              | 4:14  |
| 9.  | Religion Is Flawed Because Man Is Flawed | 1:52  |
| 10. | Human Augmentation                       | 9:00  |

Edition Deluxe
| No  | Titre                              | Durée |
| --- | ---------------------------------- | ----- |
| 11. | Blush Response (Difference Engine) | 4:38  |
| 12. | Landfill                           | 3:44  |

## Membres du groupe
- Burton C. Bell: chant
- Dino Cazares: guitare